# Brigade der kollektiven Aktivistenarbeit
Brigade der kollektiven Aktivistenarbeit war eine staatliche Auszeichnung  der Deutschen Demokratischen Republik (DDR), welche in Form eines Ehrentitels mit Urkunde und einer tragbaren Medaille verliehen wurde. 

## Beschreibung
Gestiftet wurde die Auszeichnung am 1. November 1953. Die Verleihung erfolgte an sozialistische Brigaden, die über einen längeren Zeitraum an der Spitze des sozialistischen Wettbewerbs im Betrieb um die Erfüllung und/oder Übererfüllung der Planaufgaben gestanden und hierbei hohe Arbeitsleistungen erbracht hatten. Die Verleihungshöchstzahl war auf 50 Auszeichnungen jährlich begrenzt. Die Würdigung der Brigade erfolgte im feierlichen Rahmen und beinhaltete eine Kollektivurkunde, eine Einzelurkunde für jeden Aktivisten, einen Aktivistenpass, eine Geldprämie und das entsprechende Abzeichen, das im Übrigen dem Ehrentitel Aktivist des Fünfjahrplanes entsprach. Am 16. Juni 1960 wurden die Verleihungen dann eingestellt.

## Aussehen und Trageweise der Medaille zum Ehrentitel

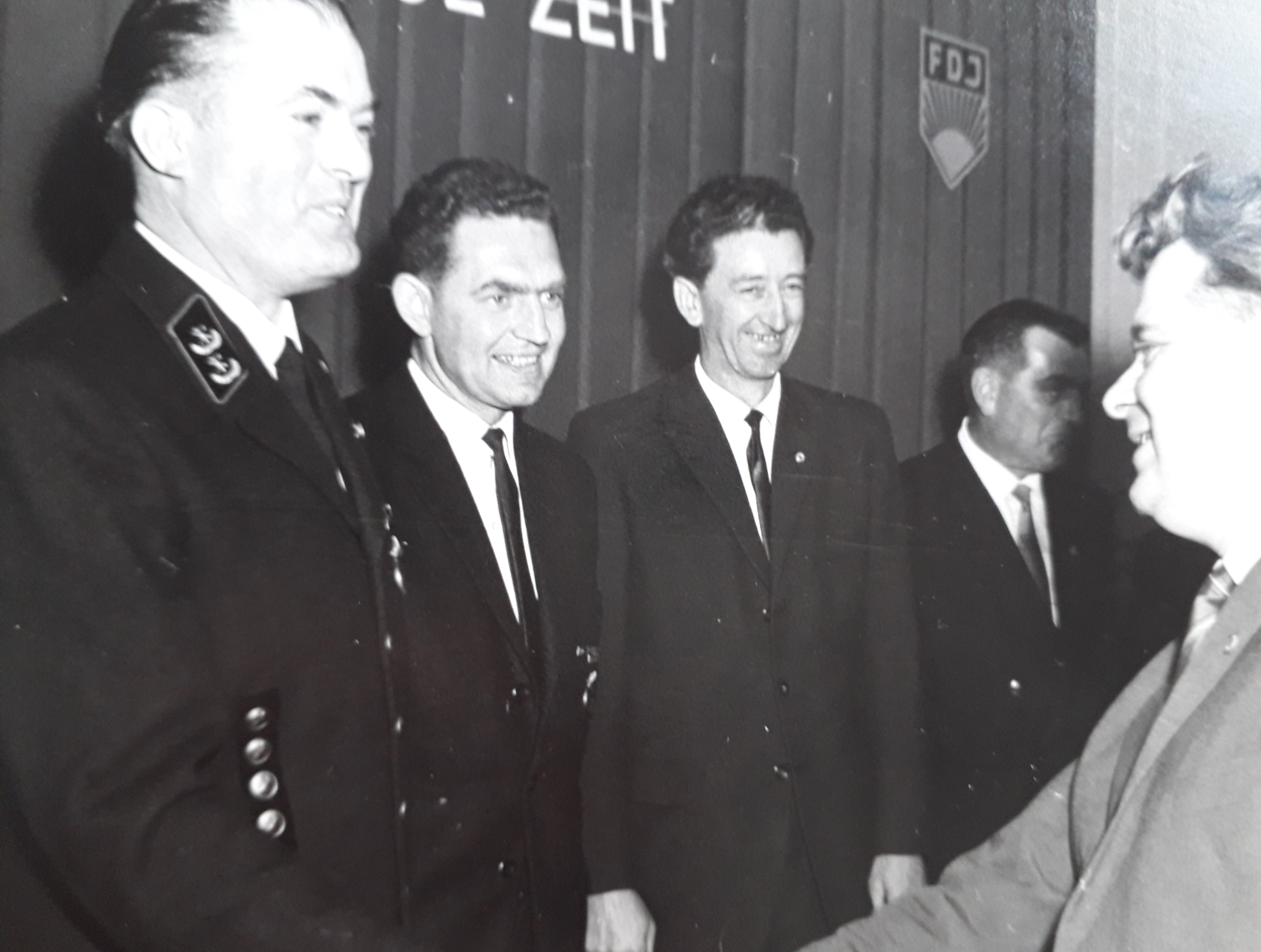
Ordensverleihung in einem VEB

Die Medaille ist bronzen getönt und zeigt mittig Hammer und Zirkel vor zwei sich kreuzenden Ähren und symbolisierten Sonnenstrahlen, wobei diese über den oberen Medaillenrand hinausreichen. Über allen prangt die Zahl 5 als Zeichen des Fünfjahrplanes. Der untere Rand der Medaille wird von der Umschrift: AKTIVIST bestimmt. Das Revers zeigt hingegen die vierzeilige Inschrift: FRIEDEN / UND / WOHLSTAND / AUS EIGENER KRAFT wobei zwischen der dritten und vierten Zeile zwei sich schüttelnde Hände dargestellt sind. Bei spätere Ausführungen des Abzeichens ist die 5 rot und der Hammer schwarz emailliert. Die Tragespange war im Erstverleihungsjahr mit rotem Stoff bezogen, in dessen Mitte ein goldener Querbalken mit dem Jahr der Verleihung zu lesen war. Spätere Versionen der Spange sind rot lackiert bzw. emailliert und zeigen einen goldenen emaillierten Balken mit der ebenfalls lackierten bzw. emaillierten Jahreszahl der Verleihung bis 1960. Getragen wurde die Medaille an der linken oberen Brustseite des Beliehenen.